# Parque nacional Schiermonnikoog
El Parque nacional Schiermonnikoog (en neerlandés: Nationaal Park Schiermonnikoog) es un parque nacional en la provincia holandesa de Frisia. Se estableció en 1989. Cubre alrededor de 72 kilómetros cuadrados (28 millas cuadradas), la mayoría de la isla de Schiermonnikoog.
La isla surgió durante el último período glacial y su forma ha sido muy variable desde entonces. Los procesos dominantes en el parque son  arena a la deriva, erosión y la sedimentación a lo largo de las costas, característico de un paisaje con mareas. En tiempos pasados, sólo unas pocas personas vivían en la isla, la mayoría eran pescadores.
El parque nacional es un lugar popular para visitar, especialmente por sus playas. Debido a que la isla está aislada, es uno de los parques nacionales holandeses más conservados. Hay un centro de visitantes en el pueblo de Schiermonnikoog. Hay un camping y varios hoteles y restaurantes.